# Adetus multifasciatus
Adetus multifasciatus es una especie de escarabajo del género Adetus, familia Cerambycidae. Fue descrita científicamente por Martins & Galileo en 2003.
Habita en Brasil. Los machos y las hembras miden aproximadamente 8,8 mm. El período de vuelo de esta especie ocurre en el mes de febrero.